# Chicago Slaughter
I Chicago Salughter sono una franchigia professionistica di football americano indoor con sede a Chicago, Illinois, che gioca nella Indoor Football League. Gli Slaughter disputano le loro gare casalinghe al Resch Center e sono allenati dall'ex Pro Bowler dei Chicago Bears Steve "Mongo" McMichael

## Storia

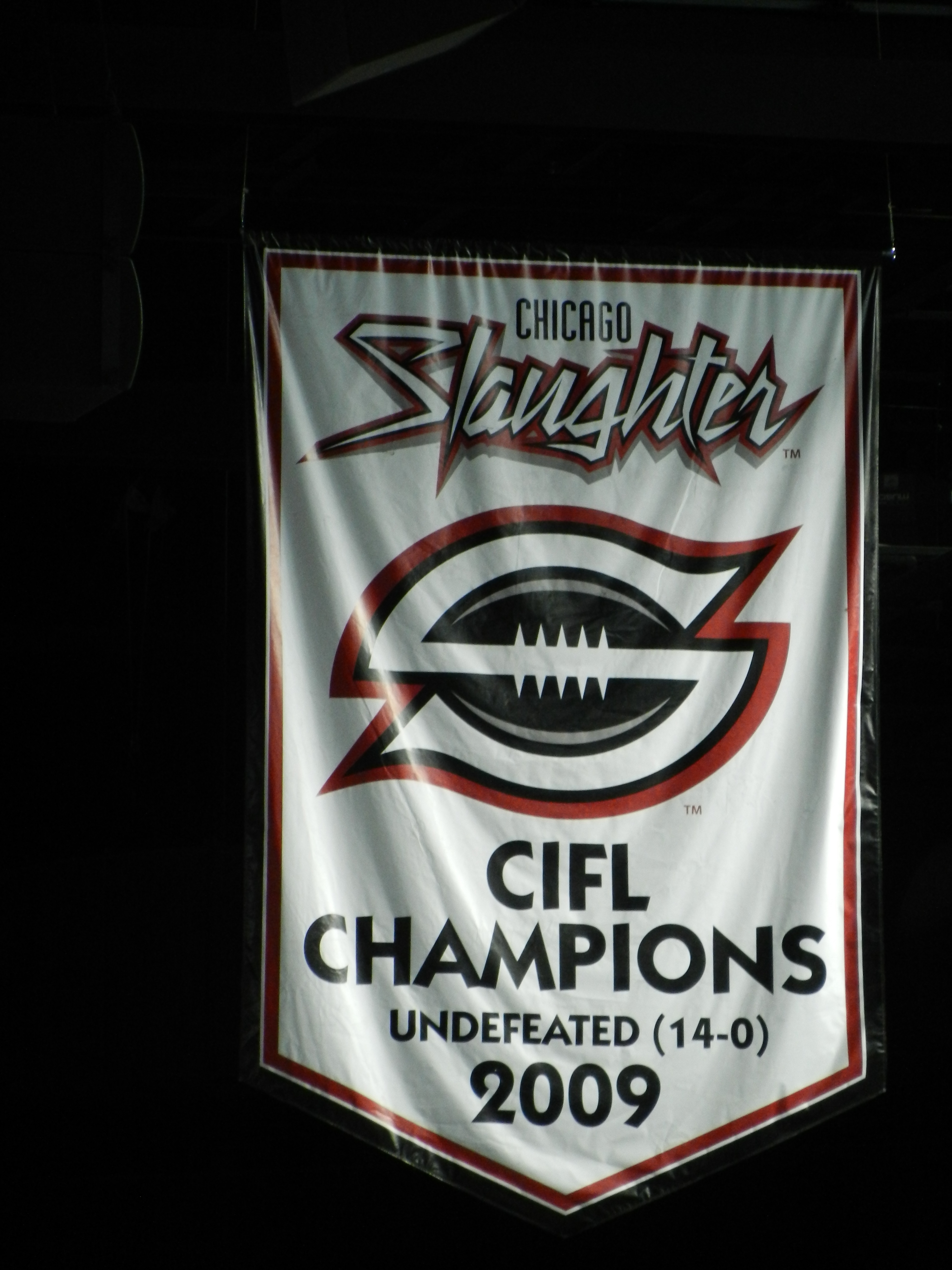
Lo stendardo dei Chicago Slaughter campioni nel 2009

Il nome originale della squadra avrebbe dovuto essere "Foxes" (volpi), fino a che Steve "Mongo" McMichael suggerì che la squadra avrebbe dovuto utilizzare una denominazione che riflettesse uno dei lavori caratteristici dell'area di Chicago come i macellai nel caso dei vecchi Chicago Stockyards. La squadra originariamente avrebbe dovuto giocare nella United Indoor Football, ma non lo fece a causa di una disputa con la lega.
La squadra invece disputò le sue prime 4 stagioni nella Continental Indoor Football League, dove vinse il campionato da imbattuta nel 2009. Nel 2010, gli Slaughter passarono alla neonata Indoor Football League.
Il 7 gennaio 2010, i Chicago Slaughter annunciarono che Jarrett Payton, figlio del leggendario running back Walter Payton, avrebbe giocato per la squadra nel 2010. Nel febbraio 2010, l'ex quarterback dei Chicago Bears Jim McMahon divenne il nuovo proprietario della squadra.